# Episodi di Amiche nemiche (serie televisiva 1995) (sesta stagione)
La sesta stagione della serie televisiva Amiche nemiche è stata trasmessa in anteprima in Germania dalla ZDF tra il 17 marzo 2004 e il 16 giugno 2004.
| nº | Titolo originale        | Titolo italiano | Prima TV Germania | Prima TV Italia |
| -- | ----------------------- | --------------- | ----------------- | --------------- |
| 1  | Alles auf Anfang        |                 | 17 marzo 2004     |                 |
| 2  | Wiedersehen             |                 | 24 marzo 2004     |                 |
| 3  | Ein schöner Tag         |                 | 31 marzo 2004     |                 |
| 4  | Angst und bange         |                 | 7 aprile 2004     |                 |
| 5  | Betrug                  |                 | 14 aprile 2004    |                 |
| 6  | Voodoo                  |                 | 21 aprile 2004    |                 |
| 7  | Die Stunde der Wahrheit |                 | 5 maggio 2004     |                 |
| 8  | Familiengefühle         |                 | 12 maggio 2004    |                 |
| 9  | Falsche Freunde         |                 | 19 maggio 2004    |                 |
| 10 | Von Leben und Tod       |                 | 26 maggio 2004    |                 |
| 11 | Geld und Liebe          |                 | 9 giugno 2004     |                 |
| 12 | Tabu                    |                 | 16 giugno 2004    |                 |